# Harveya bolusii
Harveya bolusii är en snyltrotsväxtart som beskrevs av Carl Ernst Otto Kuntze. Harveya bolusii ingår i släktet Harveya och familjen snyltrotsväxter. Inga underarter finns listade i Catalogue of Life.